# 盛島明長

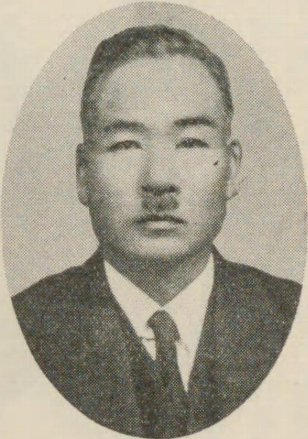
盛島明長

盛島 明長（もりしま めいちょう、1880年（明治13年）12月19日 – 1941年（昭和16年）3月24日）は、衆議院議員（立憲政友会）、医師。

## 経歴
沖縄県宮古郡下地村（現在の宮古島市）出身。1902年（明治35年）に沖縄県師範学校を卒業し、小学校訓導を務めた。その後、長崎医学専門学校に入学し、1908年（明治41年）に卒業。翌年、郷里に医院を開業した。
医業のかたわら、1917年（大正6年）より県会議員となり、副議長、議長を歴任した。
1936年（昭和11年）、第19回衆議院議員総選挙に出馬し当選。翌年の第20回衆議院議員総選挙でも再選されたが、1938年（昭和13年）4月7日、衆議院議員選挙法違反事件で大審院で上告棄却となり長崎控訴院判決が確定して退職した。
その他、宮古郡医師会長、宮古郡織物同業組合長、宮古郡砂糖同業組合長を務めた。